# Pirata (pająki)
Pirata – rodzaj pająków z rodziny pogońcowatych i podrodziny Zoicinae. Obejmuje 50 opisanych gatunków. Związane są głównie z terenami podmokłymi. Pająki te wraz z pokrewnym rodzajem Piratula noszą polskojęzyczną nazwę zwyczajową korsarz. 

## Występowanie i środowisko
Rodzaj prawie kosmopolityczny, naturalnym zasięgiem obejmujący wszystkie krainy zoogeograficzne oprócz australijskiej. W Ameryce Północnej i Południowej rozprzestrzeniony jest od Kanady na północy Nearktyki przez Stany Zjednoczone, Meksyk, Amerykę Centralną i Wyspy Karaibskie aż po Argentynę na południu krainy neotropikalnej. Najliczniejszą, liczącą 21 gatunków faunę mają Stany Zjednoczone. Kilkanaście gatunków zamieszkuje krainę palearktyczną, spośród nich 5 występuje w Rosji, a 4 w Chinach. W Europie, w tym Polsce występują trzy gatunki: korsarz piratnik, P. piscatorius i Pirata tenuitarsis. Również kilkanaście gatunków zamieszkuje Afrykę, w tym 8 krainę etiopską. Na południe krainy orientalnej sięga naturalnym zasięgiem azjatycki P. subpiraticus, docierający do Filipin i Indonezji. Z Indonezji i Nowej Zelandii podawany także holarktyczny korsarz piratnik.
Występują na terenach podmokłych np. bagnach, torfowiskach, na podmokłych łąkach, w pobliżu rzek i jezior. Osobniki dorosłe w Polsce występują od kwietnia do września.

## Charakterystyka
Do rodzaju zaliczane są małe pająki, osiągające przeważnie od 3 do 10 mm. Istnieje wyraźny dymorfizm płciowy – samice są większe od samców, różnią się także ubarwieniem. Ubarwienie mają brązowe. Rysunki na odwłoku są słabo zaznaczone, zamiast tego znajdują się dwa rzędy białych plamek. Głowotułów u wielu gatunków jest ozdobiony dwoma paseczkami w kształcie litery „V”. Jeśli gatunki są do siebie podobne, to należy je identyfikować po narządach rozrodczych.

## Tryb życia i cykl życiowy
Pająki te polują na terenach podmokłych, w gąszczu trzciny pospolitej czy wśród mchów lub torfowców. Potrafią także atakować, pływając na powierzchni wody, czatując na owady, które wpadły do wody. Wśród ich ofiar znajdują się larwy komarowatych (Culicidae), dafnie (Daphnia) i inne drobne organizmy, czasami nawet drobne kijanki. Osobniki dorosłe kopią małe, okresowe norki zapewniające schronienie, inne np. P. piscatorius budują wodne „tuby” wokół roślin wodnych np. rogatka (Ceratophyllum). W zależności od gatunku, w obliczu zagrożenia uciekają do swoich schronień lub na otwarte wody, wkrótce powracają do brzegu.
Samica plecie przędny kokon, w którym przechowuje jaja, następnie nosi go przy sobie aż do wylęgu nimf.

## Taksonomia

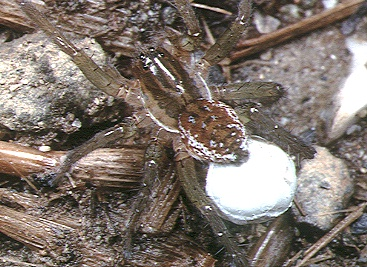
Samica Pirata subpiraticus

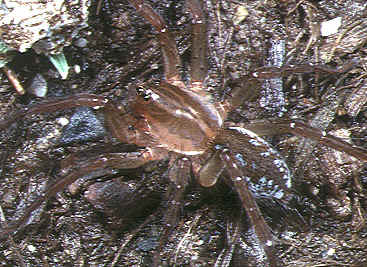
Samiec Pirata subpiraticus

Takson ten wprowadzony został w 1833 roku przez Carla Jakoba Sundevalla. Jego gatunkiem typowym wyznaczono Araneus piraticus, opisanego w 1757 roku przez Carla Alexandra Clercka. W 1955 roku Carl Friedrich Roewer wydzielił z Pirata rodzaj Piratula, diagnozując go w 1960 roku głównie na bazie różnic w układzie oczu. W 1978 roku Howard K. Wallace i Harriet Exline zsynonimizowali z Pirata rodzaj Sosilaus poprzez przeniesienie gatunku typowego.
W 1981 roku Charles D. Dondale i James H. Redner zsynonimizowali Piratula z rodzajem Pirata. W 2011 roku Michaił Omełko, Jurij Marusik i Seppo Koponen przywrócili rodzaj Piratula wskazując na liczne różnice morfologiczne z rodzajem Pirata, inne niż rozkład oczu wskazywany przez Roewera. W pracach z 2019 i 2021 roku Rainer Breitling na podstawie molekularnych analiz filogenetycznych sekwencji mitochodrialnego DNA kodujących podjednostkę I oksydazy cytochromowej (CO1) powtórnie zsynonimizował te rodzaje. Większość arachnologów molekularne analizy sekwencji CO1 uznaje jednak za niewystarczające do rozpracowywania filogenezy pająków na szczeblu rodzajowym, stąd krok ten nie został uwzględniony np. przez autorów bazy World Spider Catalogue.
W 1993 roku Aleksiej Ziuzin umieścił ten rodzaj wraz z Piratula, Hygrolycosa i Aulonia w nowej podrodzinie Piratinae na podstawie cech końcowej części bulbusa. Badania z użyciem SEM nie wykazały istotnych różnic w tej części narządu między Pirata i Zoica, a przeprowadzona przez Luisa Piacentiniego i Martína Ramíreza molekularna analiza filogenetyczna wskazuje na siostrzaną relację między kladem tworzonym przez Pirata i Piratula a kladem tworzonym przez Zoica i Katebleps, w związku z czym autorzy ci zsynonimizowali w 2019 roku Piratinae z podrodziną Zoicinae.
Do rodzaju tego zalicza się 50 opisanych gatunków:

- Pirata abalosi (Mello-Leitão, 1942)
- Pirata africana (Roewer, 1960)
- Pirata alachuus Gertsch & Wallace, 1935
- Pirata allapahae Gertsch, 1940
- Pirata apalacheus Gertsch, 1940
- Pirata aspirans Chamberlin, 1904
- Pirata brevipes (Banks, 1893)
- Pirata browni Gertsch & Davis, 1940
- Pirata bryantae Kurata, 1944
- Pirata chamberlini (Lessert, 1927)
- Pirata coreanus Paik, 1991
- Pirata davisi Wallace & Exline, 1978
- Pirata digitatus Tso & Chen, 2004
- Pirata felix O. P.-Cambridge, 1898
- Pirata hiteorum Wallace & Exline, 1978
- Pirata indigenus Wallace & Exline, 1978
- Pirata iviei Wallace & Exline, 1978
- Pirata mayaca Gertsch, 1940
- Pirata montanoides Banks, 1892
- Pirata montanus Emerton, 1885
- Pirata nanatus Gertsch, 1940
- Pirata niokolona Roewer, 1961
- Pirata pagicola Chamberlin, 1925
- Pirata pallipes (Blackwall, 1857)
- Pirata piratellus (Strand, 1907)
- Pirata piraticus (Clerck, 1757) – korsarz piratnik
- Pirata piratimorphus (Strand, 1908)
- Pirata piscatorius (Clerck, 1757)
- Pirata praedo Kulczyński, 1885
- Pirata proximus O. P.-Cambridge, 1876
- Pirata sagitta (Mello-Leitão, 1941)
- Pirata sedentarius Montgomery, 1904
- Pirata seminolus Gertsch & Wallace, 1935
- Pirata soukupi (Mello-Leitão, 1942)
- Pirata spatulatus Chai, 1985
- Pirata spiniger (Simon, 1898)
- Pirata subannulipes (Strand, 1906)
- Pirata subpiraticus (Bösenberg & Strand, 1906)
- Pirata suwaneus Gertsch, 1940
- Pirata sylvanus Chamberlin & Ivie, 1944
- Pirata tenuitarsis Simon, 1876
- Pirata timidus (Lucas, 1846)
- Pirata trepidus Roewer, 1960
- Pirata triens Wallace & Exline, 1978
- Pirata turrialbicus Wallace & Exline, 1978
- Pirata veracruzae Gertsch & Davis, 1940
- Pirata welakae Wallace & Exline, 1978
- Pirata werneri (Roewer, 1960)
- Pirata zavattarii (Caporiacco, 1941)

Ponadto trzy nazwy listowane są jako nomina dubia:
- Pirata albicomaculatus Franganillo, 1913
- Pirata rubicundicoloratus (Strand, 1906)
- Pirata subniger Franganillo, 1913